# Championnat de France de rugby à XV de 2e division 2010-2011
Navigation
Pro D2 2009-2010 Pro D2 2011-2012
Le Championnat de France de rugby à XV de 2e division 2010-2011 ou Pro D2 2010-2011 se déroule du 27 août 2010 au 22 mai 2011. La compétition débute par une phase régulière organisée en matchs aller-retour à l'issue de laquelle l'équipe classée première est directement promue dans le Top 14. Les équipes classées de la seconde à la cinquième place s'affrontent ensuite dans une phase de play-off à deux tours dont le vainqueur obtient le second ticket pour la montée en première division. Enfin, les équipes classées aux deux dernières place sont reléguées en Fédérale 1.
Cette saison, le SC Albi dispute la compétition, ayant été relégué du Top 14. À l'issue de la saison précédente, le SU Agen et le Stade rochelais sont promus en Top 14. Le CA Lannemezan a été relégué en Fédérale 1. Enfin, l'US Carcassonne XV et le CA Saint-Étienne, finalistes de Fédérale 1, ont été promus pour disputer cette saison de Pro D2.
Les promus en fin de saison sont le Lyon OU, 1er de la saison régulière qui revient ainsi dans l’élite du rugby français 18 ans après et l’Union Bordeaux Bègles, vainqueur des barrages.

## Règlement
Seize équipes participent au championnat Pro D2, l'équipe classée en tête est promue automatiquement pour jouer dans le Top 14, la deuxième équipe promue est désignée à l'issue d'un tour final entre les équipes classées de la 2e à la 5e place. Celles qui sont classées aux deux dernières places sont reléguées en division inférieure.

## Liste des équipes en compétition
Sur les seize équipes participant à la compétition, sept ont été au moins une fois champion de France de Première Division. Aix, Albi, Auch, Aurillac, Carcassonne, Colomiers, Dax, Oyonnax et Saint Étienne n'ont jamais remporté le Bouclier de Brennus.
| Club                  | Budget 2010-11 en millions d'euros | Classement en 2009-10 | Entraîneur                                                                         | Stade                          | Capacité |
| Pays d'Aix RC         | 3,29                               | 15                    | Serge Laïrle Olivier Nier                                                          | Stade Maurice-David            | 3 000    |
| SC Albi               | 6,83                               | 14 (Top 14)           | Henri Broncan                                                                      | Stadium municipal              | 11 500   |
| FC Auch               | 2,56                               | 13                    | Grégory Patat                                                                      | Stade Jacques-Fouroux          | 7 300    |
| Stade aurillacois     | 2,61                               | 7                     | Pierre Broncan Thierry Peuchlestrade                                               | Stade Jean-Alric               | 7 946    |
| Union Bordeaux Bègles | 5,43                               | 9                     | Laurent Armand Marc Delpoux (manager) Vincent Etcheto                              | Stade André-Moga               | 9 088    |
| US Carcassonne        | 2,86                               | 1 (Fédérale 1)        | Thomas Clavières (jusqu'au 19/12/2010) Christian Labit                             | Stade Albert-Domec             | 12 747   |
| Colomiers rugby       | 4,20                               | 14                    | Ludovic Chambriard Nicolas Hallinger                                               | Stade Michel-Bendichou         | 11 430   |
| US Dax                | 6,14                               | 11                    | Jean-Philippe Coyola Frédéric Garcia Olivier Roumat (manager, jusqu'au 12/12/2010) | Stade Maurice-Boyau            | 16 170   |
| FC Grenoble           | 7,45                               | 6                     | Sylvain Bégon Franck Corrihons Fabrice Landreau (manager)                          | Stade Lesdiguières             | 11 900   |
| Lyon OU               | 8,19                               | 2                     | Matthieu Lazerges Raphaël Saint-André                                              | Stade Vuillermet               | 4 822    |
| Stade montois         | 4,45                               | 12                    | Marc Dal Maso Stéphane Prosper                                                     | Stade Guy-Boniface             | 24 000   |
| RC Narbonne           | 5,23                               | 8                     | Patrick Arlettaz Richard Castel                                                    | Parc des sports et de l'amitié | 10 896   |
| US Oyonnax            | 4,55                               | 4                     | Christophe Urios (manager)                                                         | Stade Charles-Mathon           | 6 399    |
| Section paloise       | 6,18                               | 5                     | Joël Rey Conrad Stoltz Thierry Cléda (manager)                                     | Stade du Hameau                | 13 500   |
| CA Saint-Étienne      | 2,03                               | 2 (Fédérale 1)        | Richard McClintock (manager)                                                       | Stade Étivallière              | 3 000    |
| Tarbes Pyrénées       | 4,50                               | 10                    | Philippe Bérot                                                                     | Stade Maurice-Trélut           | 17 406   |

| \| Pays d'Aix RC SC Albi FC Auch Stade aurillacois Union Bordeaux · Bègles US Carcassonne Colomiers rugby US Dax FC Grenoble Lyon OU Stade montois RC Narbonne US Oyonnax Section paloise CA Saint-Étienne Tarbes Pyrénées \| |
| Pays d'Aix RC SC Albi FC Auch Stade aurillacois Union Bordeaux · Bègles US Carcassonne Colomiers rugby US Dax FC Grenoble Lyon OU Stade montois RC Narbonne US Oyonnax Section paloise CA Saint-Étienne Tarbes Pyrénées       |

| Pays d'Aix RC SC Albi FC Auch Stade aurillacois Union Bordeaux · Bègles US Carcassonne Colomiers rugby US Dax FC Grenoble Lyon OU Stade montois RC Narbonne US Oyonnax Section paloise CA Saint-Étienne Tarbes Pyrénées |

## Classement de la saison régulière
| Rang | Club                  | J  | V  | N | D  | Bo | Bd | Pm  | Pe  | Diff | Pts |
| ---- | --------------------- | -- | -- | - | -- | -- | -- | --- | --- | ---- | --- |
| 1    | Lyon OU               | 30 | 21 | 2 | 7  | 7  | 6  | 705 | 448 | +257 | 101 |
| 2    | FC Grenoble           | 30 | 19 | 4 | 7  | 10 | 5  | 767 | 505 | +262 | 99  |
| 3    | SC Albi (R)           | 30 | 19 | 3 | 8  | 5  | 5  | 674 | 524 | +150 | 92  |
| 4    | Stade montois         | 30 | 18 | 0 | 12 | 6  | 8  | 665 | 467 | +198 | 86  |
| 5    | Union Bordeaux Bègles | 30 | 18 | 1 | 11 | 6  | 4  | 727 | 578 | +149 | 84  |
| 6    | FC Auch               | 30 | 16 | 2 | 12 | 3  | 8  | 566 | 559 | +7   | 79  |
| 7    | Stade aurillacois     | 30 | 15 | 1 | 14 | 2  | 6  | 603 | 585 | +18  | 70  |
| 8    | US Oyonnax            | 30 | 13 | 3 | 14 | 2  | 9  | 579 | 537 | +42  | 69  |
| 9    | Section paloise       | 30 | 15 | 0 | 15 | 3  | 6  | 630 | 628 | +2   | 69  |
| 10   | US Carcassonne (P)    | 30 | 12 | 2 | 16 | 4  | 10 | 612 | 608 | +4   | 66  |
| 11   | Pays d'Aix RC         | 30 | 14 | 1 | 15 | 1  | 4  | 584 | 650 | -66  | 63  |
| 12   | Tarbes PR             | 30 | 13 | 1 | 16 | 0  | 8  | 581 | 674 | -93  | 62  |
| 13   | RC Narbonne           | 30 | 13 | 0 | 17 | 1  | 7  | 576 | 769 | -193 | 601 |
| 14   | US Dax                | 30 | 10 | 1 | 19 | 4  | 9  | 591 | 652 | -61  | 55  |
| 15   | Colomiers Rugby       | 30 | 10 | 4 | 16 | 1  | 6  | 488 | 676 | -188 | 55  |
| 16   | CA Saint-Étienne (P)  | 30 | 1  | 1 | 28 | 0  | 11 | 434 | 922 | -488 | 17  |

1 Narbonne est rétrogradé administrativement le 13 mai mais le 21 juin, le club est maintenu en appel devant la DNACG.
|  | Champion de France de Pro D2 - Promu en Top 14 (no 1).                                                                  |
|  | Participation aux phases finales de barrage pour déterminer le vice-champion, promu en Top 14 (no 2, no 3, no 4, no 5). |
|  | Relégation en Fédérale 1 (no 15 et no 16).                                                                              |
|  | R : Relégués 2010 • P : Promus 2010                                                                                     |

Attribution des points : victoire sur tapis vert : 5, victoire : 4, match nul : 2, défaite : 0, forfait : -2 ; plus les bonus (offensif : 3 essais de plus que l'adversaire ; défensif : défaite par 7 points d'écart ou moins; les deux bonus peuvent se cumuler: ainsi une équipe qui perdrait 21-24 en ayant inscrit trois essais tandis que le vainqueur a marqué 8 pénalité marquerait deux points).
Règles de classement : 1. points terrain (bonus compris) ; 2. points terrain obtenus dans les matches entre équipes concernées ; 3. différence de points dans les matches entre équipes concernées ; 4. différence entre essais marqués et concédés dans les matches entre équipes concernées ; 5. différence de points ; 6. différence entre essais marqués et concédés ; 7. nombre de points marqués ; 8. nombre d'essais marqués ; 9. nombre de forfaits n'ayant pas entraîné de forfait général ; 10. place la saison précédente ; 11. nombre de personnes suspendues après un match de championnat.

### Évolution du classement
| Club                  | 1  | 2  | 3  | 4  | 5  | 6  | 7  | 8  | 9  | 10 | 11 | 12 | 13 | 14 | 15 | 16 | 17 | 18 | 19 | 20 | 21 | 22 | 23 | 24 | 25 | 26 | 27 | 28 | 29 | 30 |
| --------------------- | -- | -- | -- | -- | -- | -- | -- | -- | -- | -- | -- | -- | -- | -- | -- | -- | -- | -- | -- | -- | -- | -- | -- | -- | -- | -- | -- | -- | -- | -- |
| Pays d'Aix RC         | 14 | 12 | 13 | 16 | 16 | 15 | 14 | 14 | 15 | 15 | 14 | 14 | 14 | 14 | 14 | 14 | 15 | 14 | 13 | 15 | 15 | 13 | 13 | 13 | 12 | 12 | 12 | 12 | 12 | 11 |
| SC Albi               | 1  | 1  | 1  | 1  | 1  | 1  | 1  | 1  | 2  | 1  | 1  | 1  | 1  | 1  | 1  | 1  | 1  | 1  | 2  | 2  | 2  | 2  | 2  | 2  | 2  | 3  | 3  | 3  | 3  | 3  |
| FC Auch               | 9  | 13 | 15 | 12 | 14 | 12 | 11 | 11 | 13 | 12 | 13 | 12 | 13 | 11 | 12 | 10 | 10 | 7  | 6  | 6  | 7  | 9  | 9  | 6  | 7  | 6  | 7  | 6  | 6  | 6  |
| Stade aurillacois     | 2  | 9  | 5  | 4  | 4  | 3  | 2  | 2  | 3  | 2  | 2  | 3  | 6  | 7  | 8  | 9  | 9  | 11 | 12 | 12 | 9  | 11 | 11 | 11 | 11 | 8  | 8  | 9  | 10 | 7  |
| Union Bordeaux Bègles | 13 | 6  | 12 | 10 | 9  | 5  | 4  | 4  | 5  | 4  | 5  | 4  | 3  | 5  | 5  | 3  | 4  | 4  | 4  | 4  | 4  | 4  | 5  | 4  | 4  | 4  | 5  | 4  | 4  | 5  |
| US Carcassonne        | 7  | 10 | 11 | 13 | 10 | 7  | 10 | 9  | 8  | 5  | 4  | 6  | 5  | 4  | 4  | 5  | 5  | 5  | 5  | 8  | 11 | 7  | 8  | 9  | 10 | 11 | 9  | 8  | 9  | 10 |
| Colomiers rugby       | 5  | 3  | 3  | 5  | 5  | 8  | 13 | 13 | 14 | 14 | 12 | 13 | 12 | 13 | 13 | 13 | 14 | 15 | 15 | 13 | 13 | 14 | 15 | 15 | 15 | 15 | 15 | 15 | 15 | 15 |
| US Dax                | 15 | 15 | 16 | 14 | 12 | 13 | 15 | 15 | 12 | 13 | 15 | 15 | 15 | 15 | 15 | 15 | 13 | 13 | 14 | 14 | 14 | 15 | 14 | 14 | 14 | 14 | 14 | 14 | 14 | 14 |
| FC Grenoble           | 11 | 14 | 8  | 8  | 7  | 9  | 5  | 5  | 7  | 9  | 7  | 5  | 4  | 3  | 3  | 4  | 3  | 3  | 3  | 3  | 3  | 3  | 3  | 3  | 3  | 2  | 2  | 2  | 2  | 2  |
| Lyon OU               | 3  | 2  | 2  | 2  | 2  | 2  | 3  | 3  | 1  | 3  | 3  | 2  | 2  | 2  | 2  | 2  | 2  | 2  | 1  | 1  | 1  | 1  | 1  | 1  | 1  | 1  | 1  | 1  | 1  | 1  |
| Stade montois         | 6  | 11 | 6  | 6  | 8  | 11 | 7  | 10 | 11 | 11 | 8  | 9  | 8  | 6  | 7  | 7  | 6  | 6  | 7  | 5  | 5  | 5  | 4  | 5  | 5  | 5  | 4  | 5  | 5  | 4  |
| RC Narbonne           | 4  | 7  | 10 | 11 | 13 | 14 | 12 | 12 | 10 | 10 | 10 | 11 | 11 | 10 | 11 | 12 | 11 | 9  | 8  | 11 | 12 | 12 | 12 | 12 | 13 | 13 | 13 | 13 | 13 | 13 |
| US Oyonnax            | 10 | 5  | 4  | 3  | 3  | 4  | 6  | 6  | 9  | 7  | 9  | 8  | 9  | 12 | 9  | 8  | 7  | 8  | 10 | 7  | 10 | 8  | 10 | 10 | 8  | 9  | 10 | 10 | 7  | 8  |
| Section paloise       | 8  | 4  | 7  | 9  | 11 | 10 | 8  | 7  | 4  | 6  | 11 | 7  | 7  | 8  | 10 | 11 | 12 | 12 | 11 | 9  | 6  | 10 | 7  | 8  | 6  | 7  | 6  | 7  | 8  | 9  |
| CA Saint-Étienne      | 16 | 16 | 14 | 15 | 15 | 16 | 16 | 16 | 16 | 16 | 16 | 16 | 16 | 16 | 16 | 16 | 16 | 16 | 16 | 16 | 16 | 16 | 16 | 16 | 16 | 16 | 16 | 16 | 16 | 16 |
| Tarbes PR             | 12 | 8  | 9  | 7  | 6  | 6  | 9  | 8  | 6  | 8  | 6  | 10 | 10 | 9  | 6  | 6  | 8  | 10 | 9  | 10 | 8  | 6  | 6  | 7  | 9  | 10 | 11 | 11 | 11 | 12 |

## Statistiques

### Meilleurs réalisateurs
| no | Nom                  | Pays                           | Équipe                | Poste            | Matches (Titu.) | Points | Essais | Transf. | Pén. | Drops |
| -- | -------------------- | ------------------------------ | --------------------- | ---------------- | --------------- | ------ | ------ | ------- | ---- | ----- |
| 1  | Antoine Lescalmel    | Drapeau de la France           | Pays d'Aix RC         | Demi d'ouverture | 29 (28)         | 369    | 2      | 22      | 105  | 0     |
| 2  | Gerard Fraser        | Drapeau de la Nouvelle-Zélande | Union Bordeaux Bègles | Demi d'ouverture | 29 (25)         | 367    | 2      | 45      | 85   | 4     |
| 3  | Frédéric Manca       |                                | SC Albi               | Arrière          | 30 (27)         | 364    | 0      | 32      | 96   | 4     |
| 4  | Pierre-Alexandre Dut | Drapeau de la France           | FC Auch               | Demi d'ouverture | 30 (28)         | 306    | 0      | 21      | 81   | 7     |
| 5  | Christopher Ruiz     |                                | RC Narbonne           | Demi d'ouverture | 26 (25)         | 304    | 0      | 23      | 76   | 10    |

### Meilleurs marqueurs d'essais

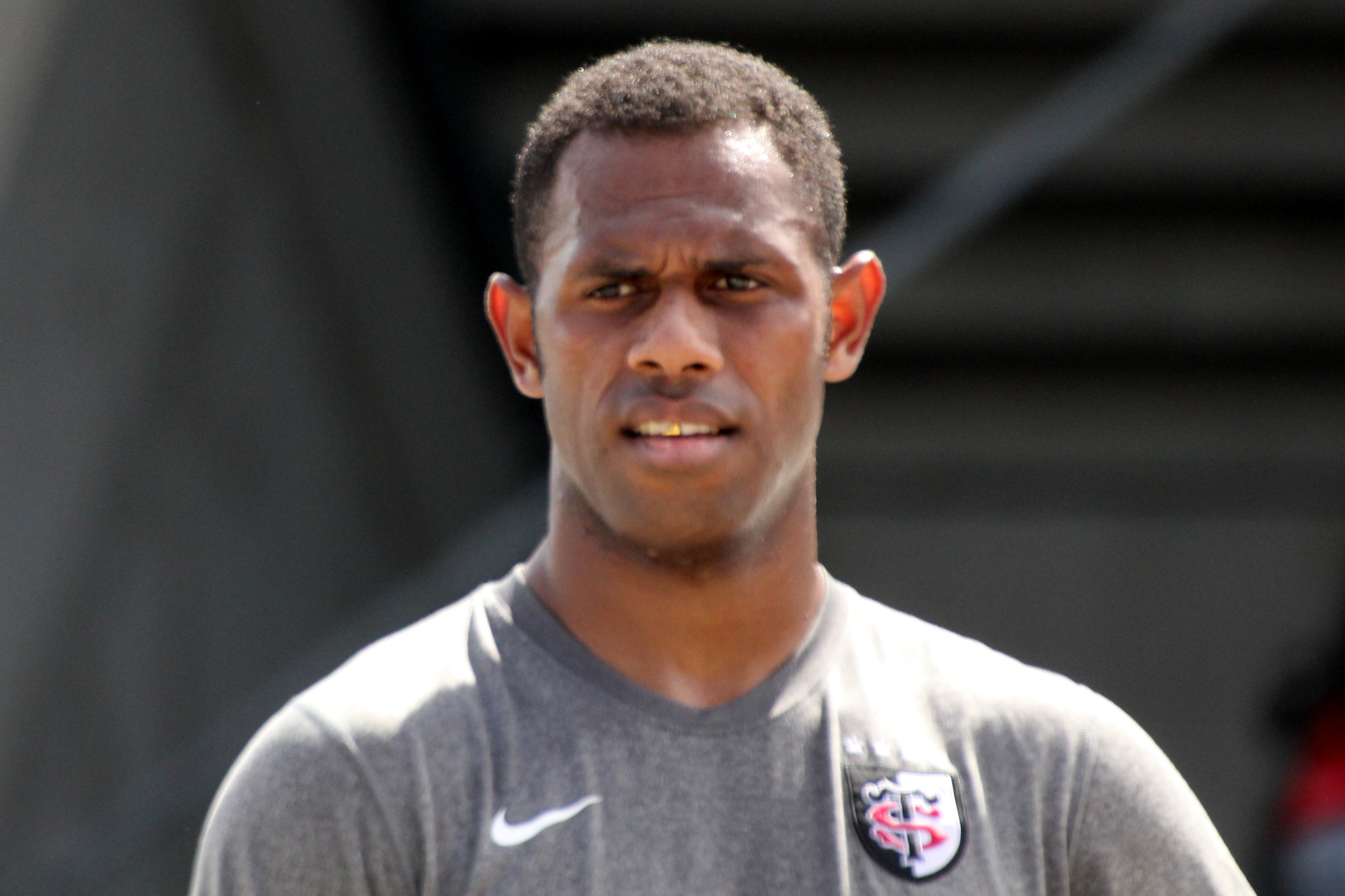
Timoci Matanavu (Mont-de-Marsan)
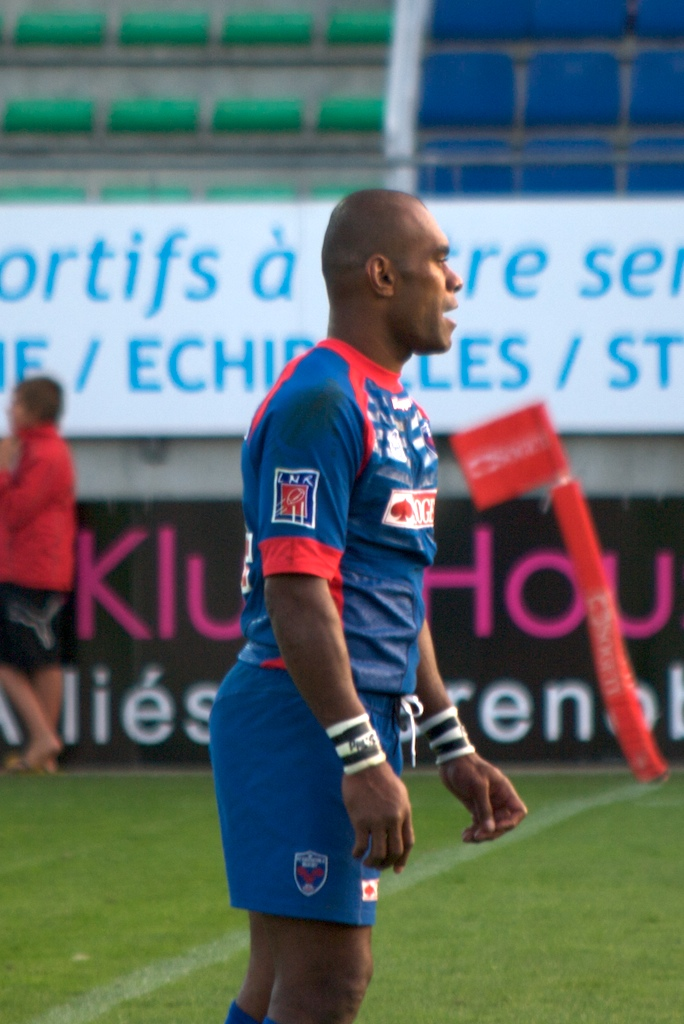
Jone Daunivucu (Grenoble)
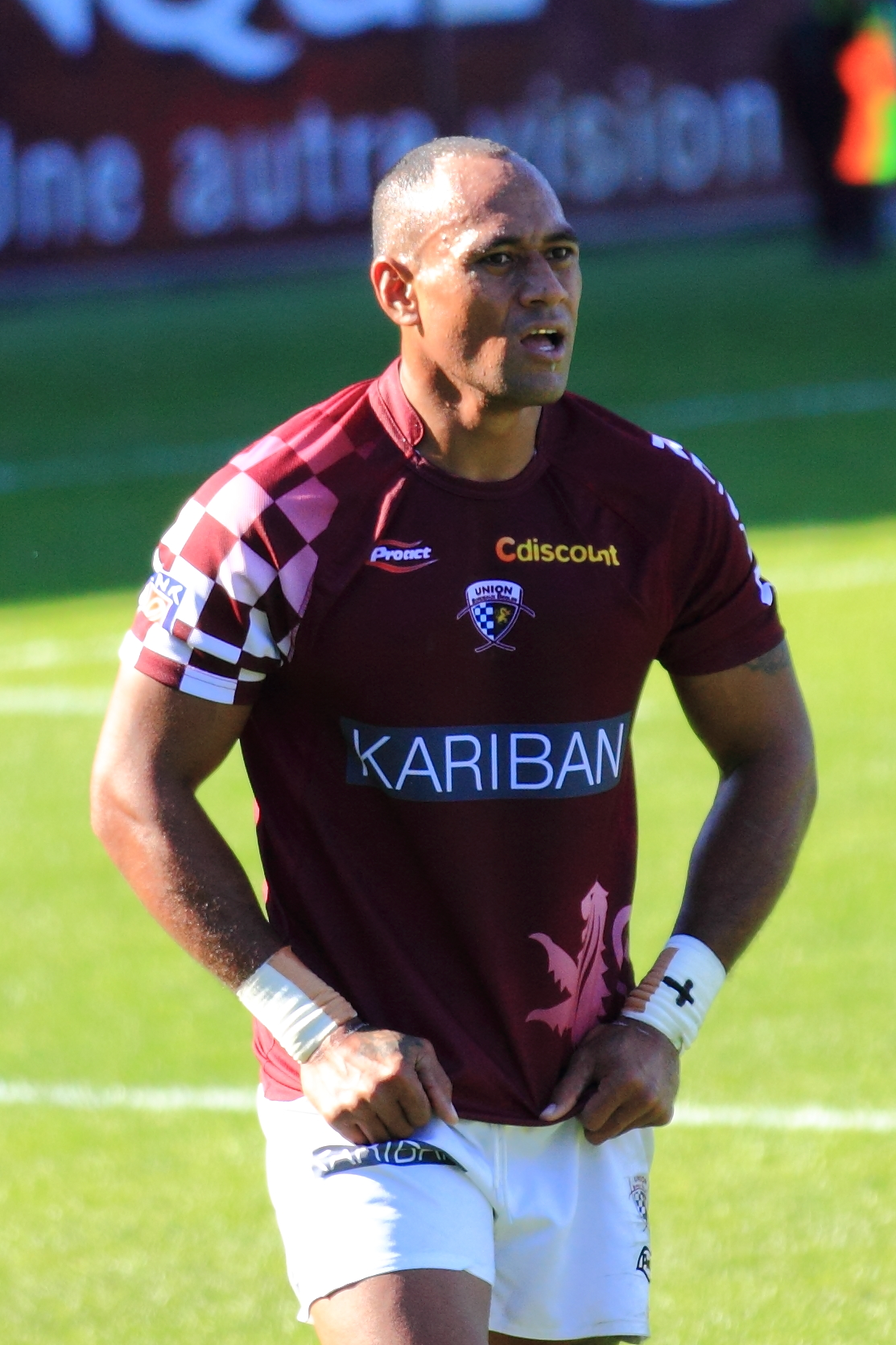
Vungakoto Lilo (Bordeaux-Bègles)

| no | Nom               | Pays              | Équipe                | Poste  | Matches (Titu.) | Essais marqués |
| -- | ----------------- | ----------------- | --------------------- | ------ | --------------- | -------------- |
| 1  | Timoci Matanavu   |                   | Stade montois         | Ailier | 27 (24)         | 19             |
| 2  | Jone Daunivucu    |                   | FC Grenoble           | Ailier | 20 (19)         | 12             |
| 2  | Vungakoto Lilo    | Drapeau des Tonga | Union Bordeaux Bègles | Ailier | 24 (21)         | 12             |
| 4  | Dave Vainqueur    |                   | SC Albi               | Ailier | 25 (25)         | 11             |
| 5  | Bruno Hiriart     |                   | Section paloise       | Ailier | 23 (21)         | 10             |
| 5  | Benoît Lazzarotto |                   | US Carcassonne        | Ailier | 20 (19)         | 10             |

### Statistiques diverses
Statistiques générales sur la phase régulière
- Matches joués : 240
- Victoires à domicile : 160 (66,7 %)
- Nuls : 13 (5,4 %)
- Défaites à domicile : 67 (27,9 %)
- Nombre d'essais marqués : 753 (481 à domicile, 272 à l'extérieur)
- Nombre de transformations réussies : 556 (350 à domicile, 206 à l'extérieur), taux de réussite de 73,8 %
- Nombre de pénalités converties : 1508 (835 à domicile, 673 à l'extérieur)
- Nombre de drops inscrits : 127 (56 à domicile, 71 à l'extérieur)

Performances d'équipes
- Plus grand nombre de victoires d'affilée : 8 par Grenoble (de la 23e à la 30e journée),
- Plus grand nombre d'essais marqués par une équipe dans un match : 10 par Grenoble, le 6 février 2011, lors de la réception d'Aix-en-Provence (20e journée),
- Plus grand nombre d'essais dans un match : 12 lors de la rencontre Grenoble - Aix-en-Provence, le 6 février 2011 (20e journée),
- Plus grand écart de points dans un match : 50 lors de la rencontre Mont-de-Marsan - Saint-Étienne (60-10), le 16 octobre 2010 (7e journée),
- Plus grand nombre de points dans une rencontre : 85 lors de la rencontre Grenoble - Aix-en-Provence (67-18), le 6 février 2011 (20e journée).

Performances individuelles
- Plus grand nombre de points marqués dans un match : 30 par le demi d'ouverture Christopher Ruiz pour Narbonne face à Aix-en-Provence (victoire 50-22, 7 pénalités, 3 transformations et 1 drop), le 15 janvier 2011 (17e journée),
- Plus grand nombre d'essais marqués dans un match : 4 par l'ailier Benoît Lazzarotto pour Carcassonne face à Aurillac (victoire 30-6), le 25 septembre 2010 (5e journée),
- Plus grand nombre de pénalités inscrites dans un match : 9 par Antoine Lescalmel pour Aix-en-Provence face à Mont-de-Marsan (victoire 30-15), le 26 mars 2011 (25e journée), puis par Christopher Ruiz pour Narbonne face à Auch (victoire 34-28), le 9 avril 2011 (27e journée).

## Résultats des matches de la saison régulière

### Tableau synthétique
L'équipe qui reçoit est indiquée dans la colonne de gauche.
| Clubs                 | AIX   | ALB   | AUC   | AUR   | UBB   | CAR   | COL   | DAX   | GRE   | LOU   | MDM   | NAR   | OYO   | PAU   | StÉ   | TAR   |
| --------------------- | ----- | ----- | ----- | ----- | ----- | ----- | ----- | ----- | ----- | ----- | ----- | ----- | ----- | ----- | ----- | ----- |
| Pays d'Aix RC         |       | 24-25 | 9-9   | 31-12 | 17-19 | 24-17 | 29-3  | 28-13 | 21-36 | 16-34 | 30-15 | 18-11 | 20-6  | 26-19 | 9-3   | 23-0  |
| SC Albi               | 23-6  |       | 21-22 | 26-16 | 27-8  | 31-5  | 34-15 | 21-24 | 16-16 | 20-15 | 22-17 | 34-8  | 21-10 | 26-29 | 45-19 | 45-18 |
| FC Auch               | 29-12 | 32-32 |       | 18-6  | 29-27 | 25-26 | 37-7  | 19-17 | 22-19 | 25-18 | 24-15 | 12-6  | 18-15 | 27-18 | 34-19 | 15-12 |
| Stade aurillacois     | 36-9  | 6-6   | 15-6  |       | 25-16 | 41-21 | 37-24 | 36-13 | 15-16 | 22-9  | 21-28 | 18-23 | 30-25 | 28-16 | 21-18 | 35-21 |
| Union Bordeaux Bègles | 18-23 | 47-9  | 28-23 | 22-15 |       | 40-23 | 15-20 | 36-17 | 25-22 | 18-12 | 20-13 | 41-17 | 35-7  | 18-14 | 27-3  | 50-23 |
| US Carcassonne        | 26-12 | 15-22 | 10-16 | 30-6  | 19-14 |       | 32-9  | 23-19 | 18-22 | 19-21 | 16-12 | 39-5  | 12-12 | 16-22 | 50-14 | 13-12 |
| Colomiers rugby       | 12-18 | 19-20 | 12-6  | 6-19  | 15-19 | 35-15 |       | 12-9  | 22-22 | 22-19 | 16-12 | 19-24 | 20-13 | 33-19 | 23-23 | 13-12 |
| US Dax                | 14-30 | 13-28 | 18-13 | 24-15 | 24-26 | 21-21 | 31-16 |       | 13-23 | 29-36 | 12-19 | 60-17 | 26-14 | 9-12  | 37-11 | 26-7  |
| FC Grenoble           | 67-18 | 18-12 | 37-6  | 13-10 | 16-16 | 31-18 | 36-6  | 31-24 |       | 12-12 | 9-12  | 34-15 | 19-16 | 21-13 | 43-6  | 37-10 |
| Lyon OU               | 22-9  | 25-12 | 27-8  | 33-8  | 21-13 | 15-12 | 25-18 | 28-13 | 39-20 |       | 25-18 | 45-12 | 18-19 | 19-9  | 37-0  | 39-13 |
| Stade montois         | 22-6  | 22-10 | 35-11 | 17-6  | 23-13 | 17-13 | 19-6  | 24-13 | 30-19 | 15-22 |       | 34-6  | 48-24 | 28-0  | 60-10 | 17-26 |
| RC Narbonne           | 50-22 | 6-3   | 34-28 | 23-26 | 27-28 | 36-29 | 23-17 | 12-18 | 25-19 | 32-27 | 24-13 |       | 25-24 | 22-24 | 15-24 | 34-29 |
| US Oyonnax            | 39-32 | 14-15 | 15-12 | 20-25 | 26-9  | 33-9  | 12-12 | 18-12 | 19-26 | 9-9   | 15-9  | 28-10 |       | 17-13 | 30-10 | 14-0  |
| Section paloise       | 28-26 | 18-22 | 22-16 | 28-13 | 25-15 | 19-32 | 60-12 | 40-20 | 6-22  | 3-15  | 16-22 | 17-12 | 20-19 |       | 48-25 | 24-27 |
| CA Saint-Étienne      | 22-29 | 13-16 | 9-10  | 15-19 | 16-48 | 7-23  | 18-24 | 10-16 | 15-42 | 14-23 | 10-31 | 12-14 | 7-47  | 19-26 |       | 38-43 |
| Tarbes Pyrénées       | 20-9  | 24-30 | 18-14 | 28-21 | 27-16 | 15-10 | 20-20 | 26-6  | 25-19 | 8-15  | 22-18 | 27-8  | 15-19 | 21-22 | 32-24 |       |

|  | Victoire à domicile |  | Match nul |  | Défaite à domicile |

### Détail des résultats
Les points marqués par chaque équipe sont inscrits dans les colonnes centrales (3-4) alors que les essais marqués sont donnés dans les colonnes latérales (1-6). Les points de bonus sont symbolisés par une bordure bleue pour les bonus offensifs (trois essais de plus que l'adversaire), jaune pour les bonus défensifs (défaite avec au plus sept points d'écart), verte si les deux bonus sont cumulés.

## Barrages d'accession en Top 14
|  | Demi-finales                                | Demi-finales                                |                           |    | Finale                              | Finale                              |
|  | Demi-finales                                | Demi-finales                                |                           |    | Finale                              | Finale                              |
|  |                                             |                                             |                           |    |                                     |                                     |
|  | 15 mai 2011 au Stade Lesdiguières, Grenoble | 15 mai 2011 au Stade Lesdiguières, Grenoble |                           |    | 22 mai 2011 au Stade Armandie, Agen | 22 mai 2011 au Stade Armandie, Agen |
|  | 15 mai 2011 au Stade Lesdiguières, Grenoble | 15 mai 2011 au Stade Lesdiguières, Grenoble |                           |    | 22 mai 2011 au Stade Armandie, Agen | 22 mai 2011 au Stade Armandie, Agen |
|  | [2] FC Grenoble                             | 12                                          |                           |    | 22 mai 2011 au Stade Armandie, Agen | 22 mai 2011 au Stade Armandie, Agen |
|  | [2] FC Grenoble                             | 12                                          |                           |    | 22 mai 2011 au Stade Armandie, Agen | 22 mai 2011 au Stade Armandie, Agen |
|  | [5] Union Bordeaux Bègles                   | 19                                          |                           |    | 22 mai 2011 au Stade Armandie, Agen | 22 mai 2011 au Stade Armandie, Agen |
|  | [5] Union Bordeaux Bègles                   | 19                                          | [5] Union Bordeaux Bègles | 21 |                                     |                                     |
|  | 14 mai 2011 au Stadium municipal, Albi      |                                             | [5] Union Bordeaux Bègles | 21 |                                     |                                     |
|  |                                             | [3] SC Albi                                 | 14                        |    |                                     |                                     |
|  | [3] SC Albi                                 | [3] SC Albi                                 | 14                        | 21 |                                     |                                     |
|  | [3] SC Albi                                 |                                             |                           | 21 |                                     |                                     |
|  | [4] Stade montois                           | 16                                          |                           |    |                                     |                                     |
|  | [4] Stade montois                           | 16                                          |                           |    |                                     |                                     |

### Demi-finales
| 14 mai 2011 14h00 CET | SC Albi | 21 - 16 (a.p.) (10 - 3, 13 - 13, 16 - 16) | Stade montois | Stadium municipal, Albi Arbitre : Mathieu Raynal |
| 14 mai 2011 14h00 CET | Essai(s) : Guitoune (5e), Vainqueur (95e) Transformation(s) : Manca (5e) Pénalité(s) : Manca (11e, 67e, 90e) |                                           | Essai(s) : Taulanga (52e) Transformation(s) : Vignau-Tuquet (52e) Pénalité(s) : Vignau-Tuquet (33e, 75e) Drop(s) : Vignau-Tuquet (85e) | Stadium municipal, Albi Arbitre : Mathieu Raynal |
| 14 mai 2011 14h00 CET | |                                           | | Stadium municipal, Albi Arbitre : Mathieu Raynal |

| 15 mai 2011 15h10 CET | FC Grenoble                                   | 12 - 19 (6 - 10) | Union Bordeaux Bègles                                                                                | Stade Lesdiguières, Grenoble Arbitre : Pascal Gaüzère |
| 15 mai 2011 15h10 CET | Pénalité(s) : Dalla Riva (11e, 34e, 51e, 78e) |                  | Essai(s) : Carballo (16e) Transformation(s) : Frazer (16e) Pénalité(s) : Frazer (24e, 47e, 65e, 68e) | Stade Lesdiguières, Grenoble Arbitre : Pascal Gaüzère |
| 15 mai 2011 15h10 CET |                                               |                  | | Stade Lesdiguières, Grenoble Arbitre : Pascal Gaüzère |

### Finale
| 22 mai 2011 15h10 CET | SC Albi                                                          | 14 - 21 (11 - 9) | Union Bordeaux Bègles                                                                                   | Stade Armandie, Agen Arbitre : Christophe Berdos |
| 22 mai 2011 15h10 CET | Essai(s) : Westhuizen (36e) Pénalité(s) : Manca 3 (4e, 12e, 68e) |                  | Essai(s) : Rey (52e), Lilo (65e) Transformation(s) : Frazer (52e) Pénalité(s) : Frazer 3 (7e, 18e, 24e) | Stade Armandie, Agen Arbitre : Christophe Berdos |
| 22 mai 2011 15h10 CET |                                                                  |                  | | Stade Armandie, Agen Arbitre : Christophe Berdos |